# Anton Hess
Anton Heinrich Hess (* 20. August 1838 in München; † 11. April 1909 ebenda) war ein deutscher Bildhauer des Historismus.

## Leben
Hess stammte aus einer Künstlerfamilie. Sein Großvater war der Zeichner und Kupferstecher Carl Ernst Christoph Hess, sein Vater der Glasmaler Heinrich Maria von Hess; sein Onkel Peter von Hess und sein Bruder August Hess (1834–1893) waren Historienmaler.
Hess erhielt seine Ausbildung von Caspar von Zumbusch. In den Jahren 1866–1868 unternahm er wie schon sein Großvater und sein Vater ausgedehnte Studienreisen nach Italien. Er wurde 1875 Professor an der Kunstgewerbeschule München und 1909 Professor an der Technischen Hochschule München.

## Grabstätte

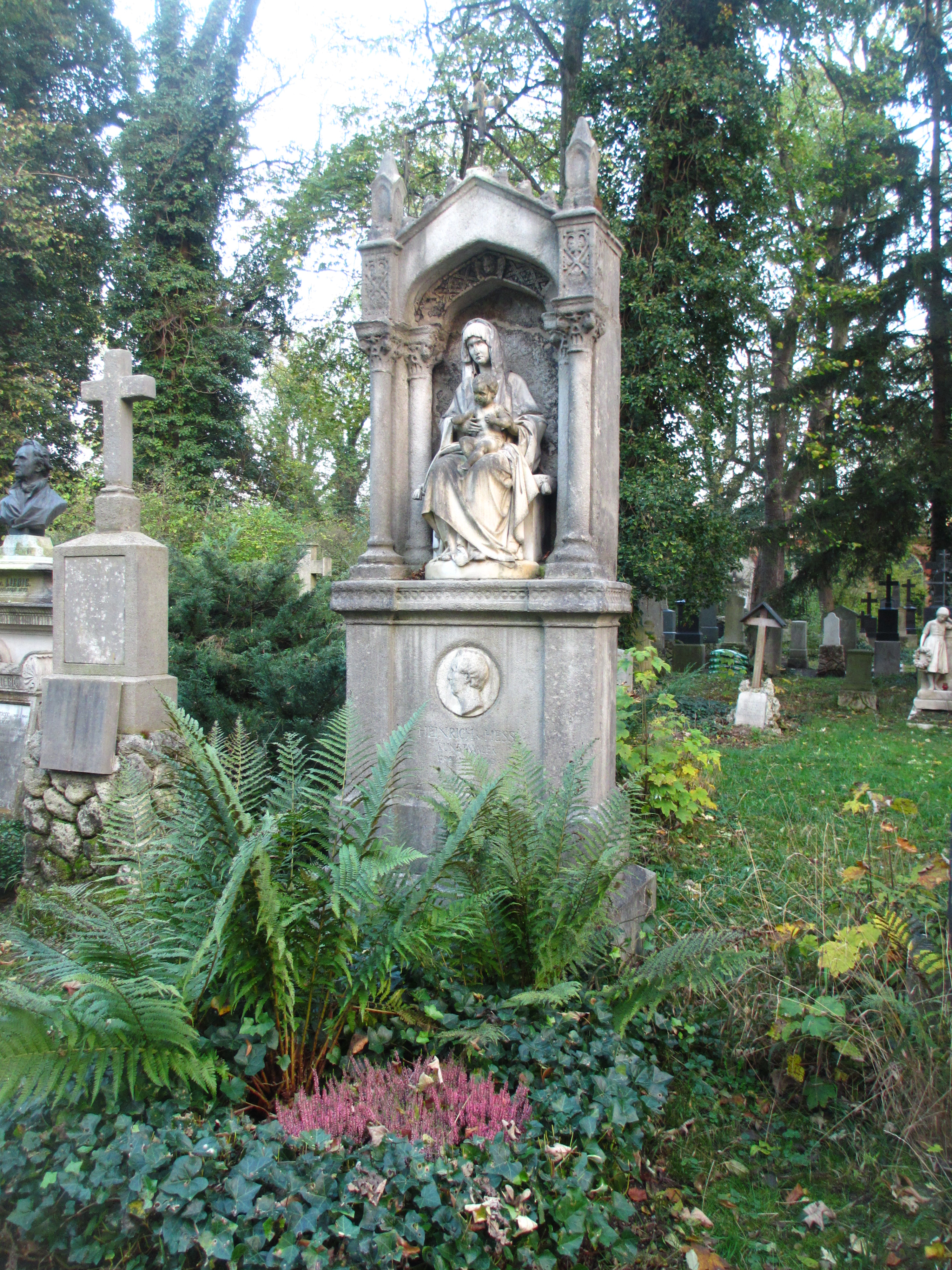
Grab von Anton Hess auf dem Alten Südlichen Friedhof in München

Die Grabstätte von Anton Hess befindet sich auf dem Alten Südlichen Friedhof in München (Gräberfeld 40 – Reihe 12 – Platz 7/8) Standort. In dem Grab befindet sich auch sein Vater Heinrich Maria von Hess und sein Bruder August Hess (1834–1893).

## Schüler
Zu seinen Schülern zählen Peter Bruckmann, Gustav Rutz, Karl Krauß, Josef Flossmann, Georg Pezold und Heinrich Düll.

## Werke

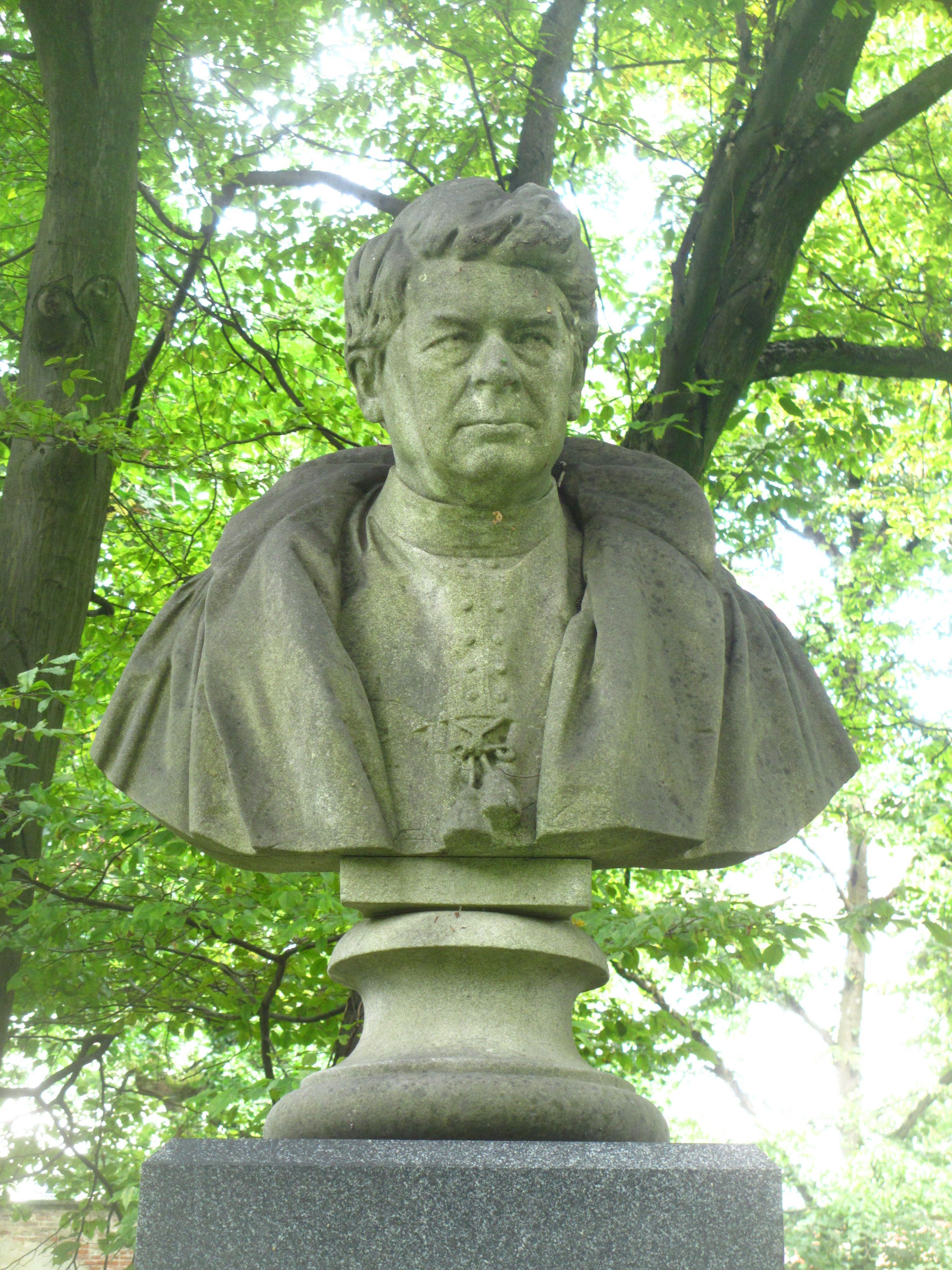
Marmorbüste auf dem Grab von Karl von Pfeufer erstellt von Anton Hess auf dem Alten Südlichen Friedhof in München

Hess’ sämtlich in Stein gearbeitete Werke umfassen Grabmale, Epitaphe, sakrale Plastik und meist allegorische Skulpturen an öffentlichen Gebäuden:
- Allegorien der Bürgertugenden (Gewerbefleiß, Häuslichkeit, Bürgermut, Mildtätigkeit) an der Fassade des Neuen Rathauses (Marienplatz 8, München), 1869[2]
- Giebelgruppe und zwei Figuren am Wilhelms-Gymnasium (Thierschstr. 46, München), 1875–1877
- Skulpturen der Neubarocken Westfassade der Heilig-Geist-Kirche (Tal 2, München), 1885–1888[3]
- Die vier Fakultäten (Kollegienhaus der Universität, Universitätsstraße 15, Erlangen), 1886–1889
- Louis-Link-Denkmalbüste (beim Katharinenstift, Heilbronn), 1892[4]
- vier Evangelisten (Hochaltar von St. Benno, Ferdinand-Miller-Platz 1, München-Neuhausen), 1893–1895[5]
- Allegorie der Verteidigung (auf der Attika des nordöstlichen Risaliten des Justizpalasts, neben der Allegorie der Anklage, Elisenstraße 1a, München), 1891–1898[6]
- Heiliger Franz von Assisi und Heiliger Fidelis von Sigmaringen (Nordfassade der Antoniuskirche, Kapuzinerstraße 36, München), um 1895[7]
- vier Figuren auf der Attika des Bayerischen Staatsarchivs Bamberg (Lothar Franz von Schönborn, Eugen Montag, Friedrich III. von Brandenburg-Bayreuth und Balthasar Neumann).[8]

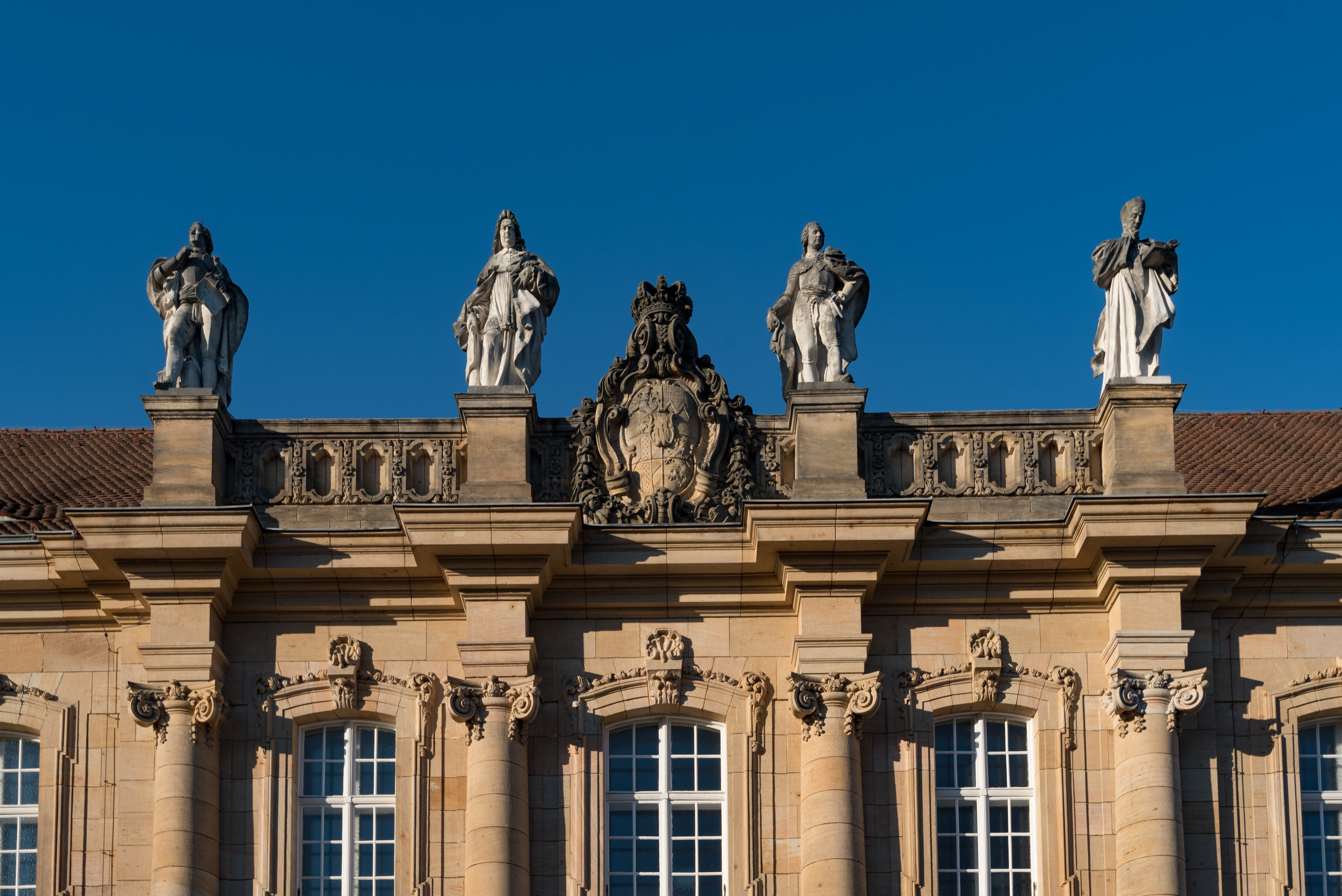
4 Figuren an der Frontfassade des Bayerischen Staatsarchivs in Bamberg (Details s. o.)
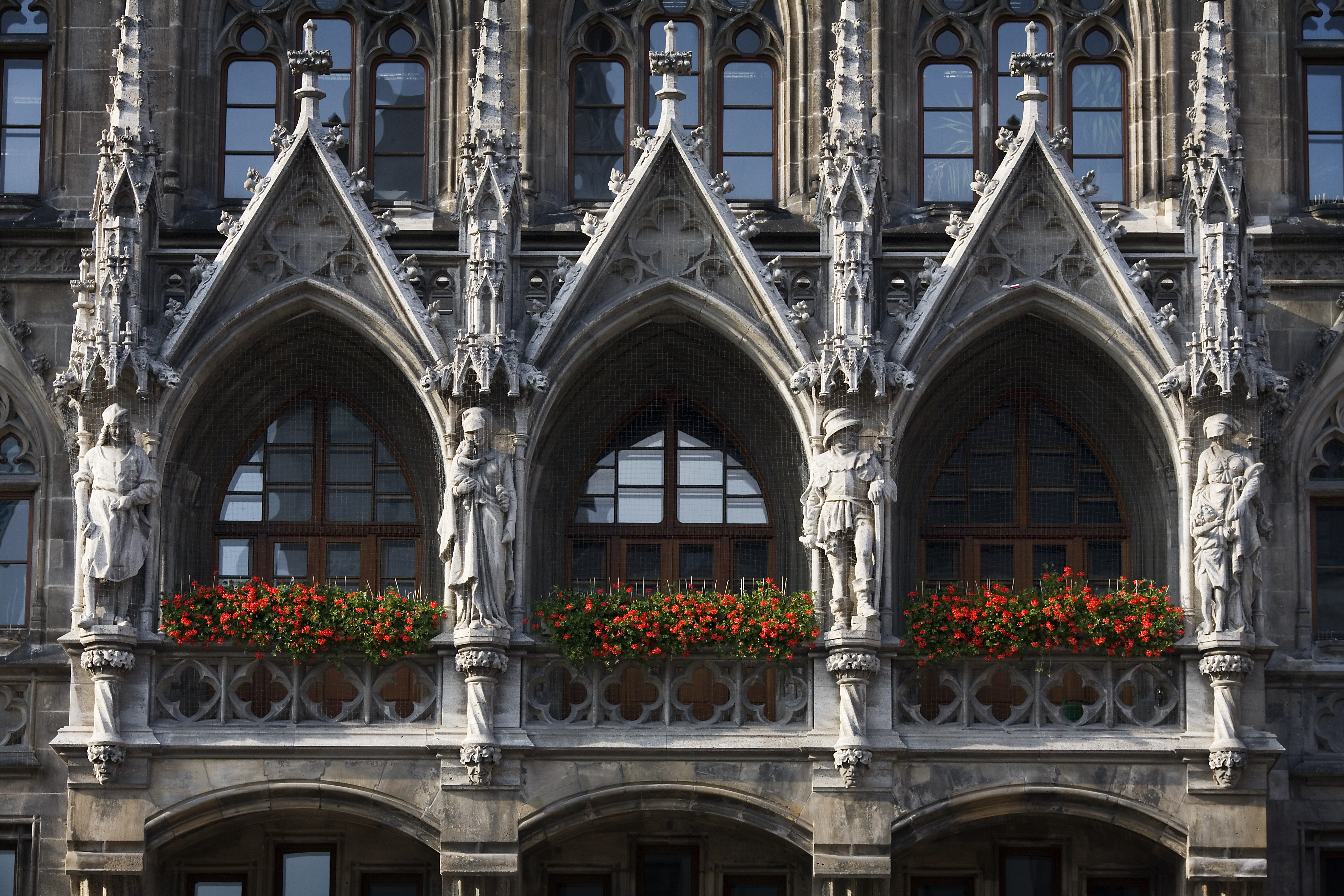
4 Figuren an der Frontfassade des Neuen Rathauses von München (Details s. o.)
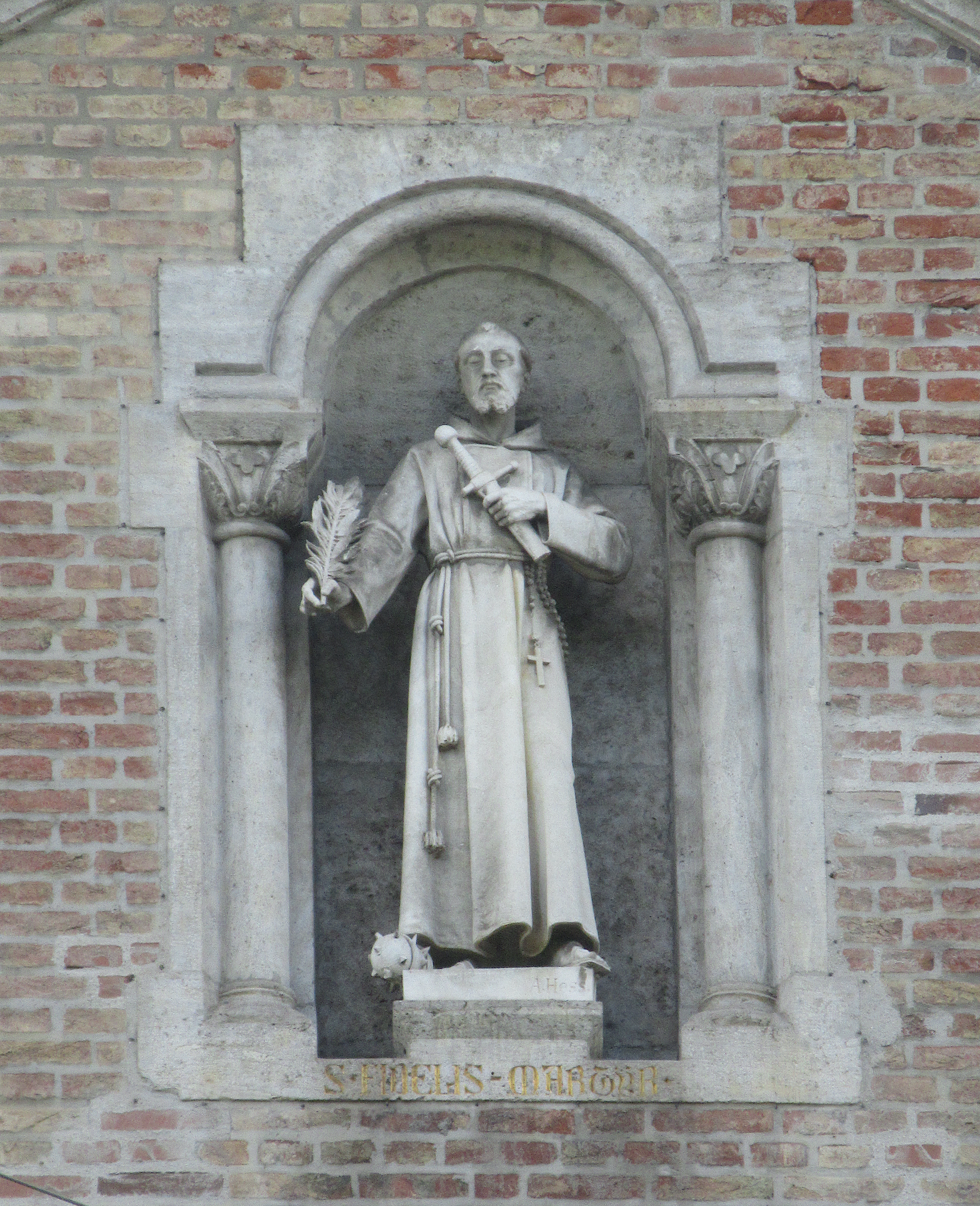
Statue des Fidelis von Sigmaringen in der Nordfassade der Antoniuskirche in München
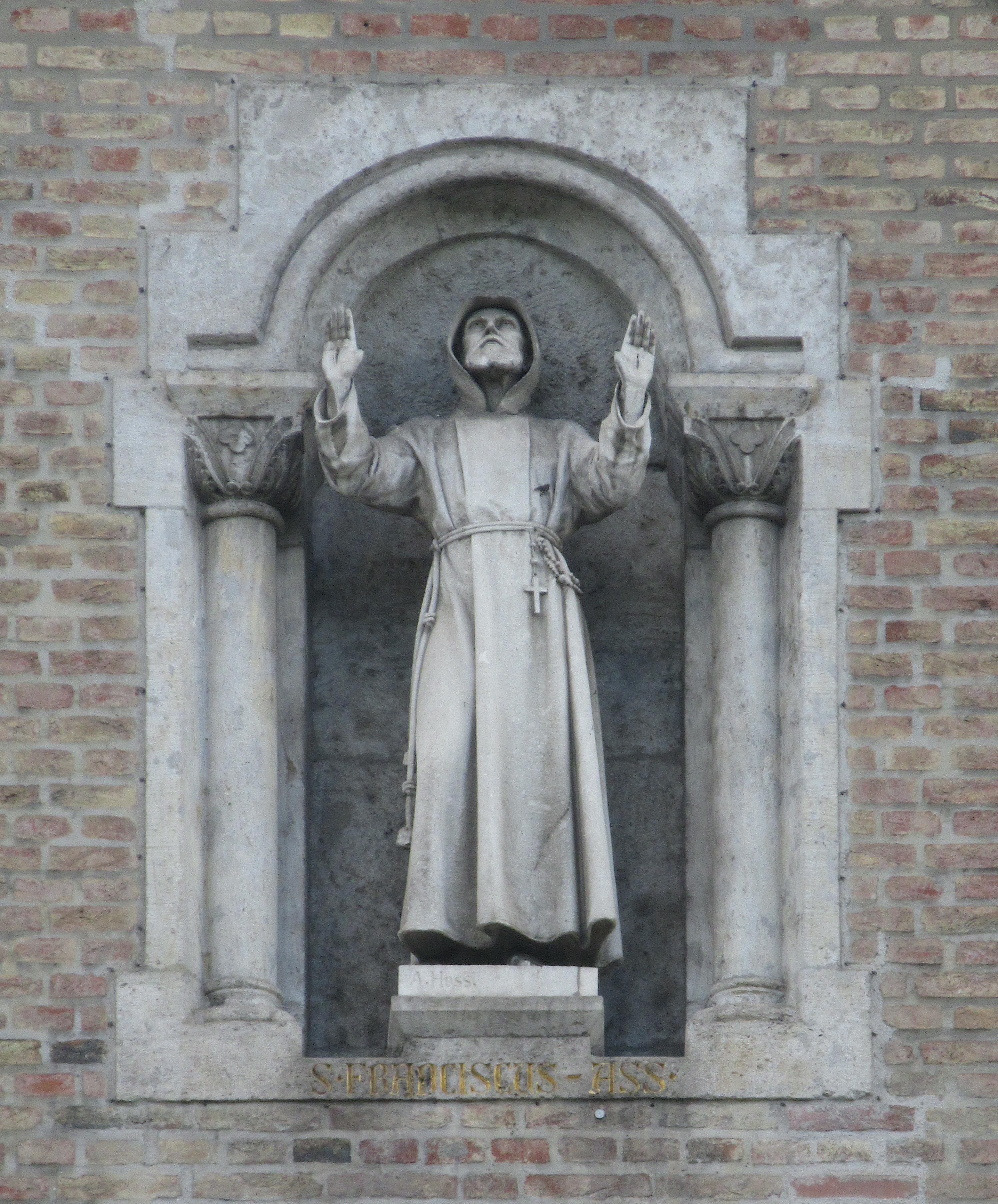
Statue des Franz von Assisi in der Nordfassade der Antoniuskirche in München